# Metafísica de la presencia
El concepto de la metafísica de la presencia es una consideración importante en la filosofía de la deconstrucción. La interpretación deconstructiva sostiene que toda la historia de la filosofía occidental con su lenguaje y tradiciones ha enfatizado el deseo de acceso inmediato al significado y, por tanto, se ha construido una metafísica u ontoteología basada en la noción de presencia, privilegiada sobre la ausencia (en cuanto no-existencia).

## Críticas
En la obra más importante del filósofo alemán Martin Heidegger, Ser y tiempo (Sein und Zeit, 1927) se argumenta que el concepto de tiempo que prevalece en todo el pensamiento occidental se ha mantenido prácticamente sin cambios desde la definición ofrecida por Aristóteles en su Física. Heidegger dice que el ensayo de Aristóteles sobre el tiempo es la primera interpretación detallada de este fenómeno (el tiempo) que ha llegado hasta nosotros. Cada cuenta del tiempo posterior, incluida la de Henri Bergson, ha sido determinada esencialmente (esencialismo) por él' Aristóteles definió el tiempo como 'el número de movimientos con respecto al antes y el después'. Al definir el tiempo de esta manera, Aristóteles privilegia lo que está "presente a mano", es decir, la 'presencia' del tiempo. Heidegger argumenta en su respuesta que 'las entidades son comprendidas en su Ser como 'presencia', lo que significa que son entendidas con respecto a un modo definido de tiempo: el 'Presente'. El objetivo central del propio proyecto filosófico de Heidegger es el intento de obtener una comprensión más auténtica del tiempo. Heidegger considera que el tiempo es la unidad de tres "éxtasis": el pasado, el presente y el futuro.
La metafísica de la presencia ha sido muy cuestionada por los pensadores deconstructivistas, como Jacques Derrida o Joan Scott, que describen su tarea como el cuestionamiento o la "deconstrucción" de esta tendencia metafísica en la filosofía occidental. Derrida describe la tarea de la deconstrucción como la identificación de la metafísica de la presencia o logocentrismo. La metafísica de la presencia es el deseo de acceso inmediato al significado, el privilegio de la presencia sobre la ausencia. Esto significa que existe un sesgo asumido en ciertas oposiciones binarias donde un lado se coloca en una posición sobre otro, como el bien sobre el mal, el habla sobre la palabra escrita, el hombre sobre la mujer. Derrida escribe:
"Sin lugar a dudas, Aristóteles piensa en el tiempo sobre la base tanto de ousia (ser o substancia) como parusía, sobre la base del ahora, el punto,... Y, sin embargo, podría organizarse una lectura completa que repetiría en el texto de Aristóteles tanto esta limitación como su opuesta."
Para Derrida, el sesgo central del logocentrismo era que el ahora se colocaba como más importante que el futuro o el pasado. Este argumento se basa en gran medida en el trabajo anterior de Heidegger, quien en Ser y Tiempo afirmaba que la actitud teórica de la presencia pura es parasitaria sobre una participación más originaria con el mundo, en conceptos tales como el "estar listo" y "ser con".
La presencia a la que se refiere Heidegger es tanto una presencia como en un 'ahora' y también una presencia como en un 'presente' eterno, como uno podría asociarse con Dios o las leyes científicas 'eternas'. Esta creencia hipostática (subyacente) en la presencia se ve socavada por ideas fenomenológicas novedosas, de modo que la presencia en sí misma no subsiste, sino que surge primordialmente a través de la acción de nuestra proyección futura, nuestra realización de finitud y la recepción o rechazo de las tradiciones de nuestro tiempo. .
En su breve trabajo Intuition of the Instant, Gaston Bachelard, en un intento de ir más allá, o paralelamente, al concepto occidental de 'tiempo como duración', es decir, el concepto occidental del tiempo como espacio de movimiento de trayectoria imaginada distingue entre dos fundamentos del tiempo: el tiempo visto como una duración y el tiempo visto como un instante. Bachelard sigue este segundo fenómeno del tiempo y concluye que el tiempo como duración no existe, sino que se crea como una mediación necesaria para que persistan seres cada vez más complejos. Sin embargo, la realidad del tiempo de la existencia es, de hecho, una reanudación del instante, la gestación de toda existencia en cada instante.